# 上欽肯山 (薩爾茲卡默古特山脈)

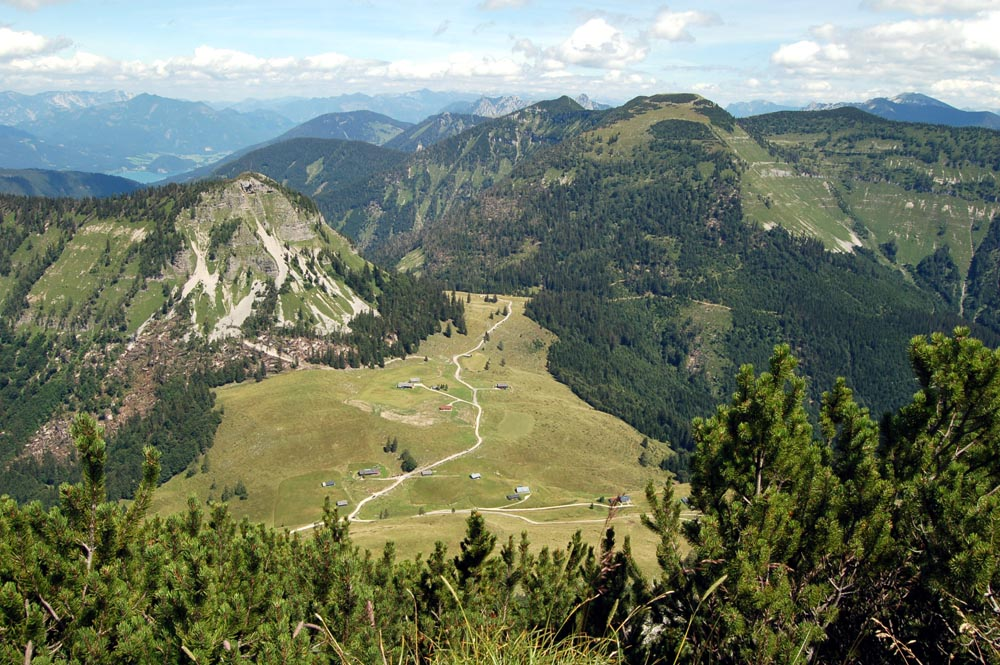

47°40′11″N 13°20′49″E / 47.669755°N 13.347073°E
上欽肯山（德語：Hoher Zinken），是奧地利的山峰，位於該國中部，由薩爾茨堡州負責管轄，屬於薩爾茲卡默古特山脈的一部分，海拔高度1,764米，每年平均降雨量1,894毫米。